# El Cor dels Andes
El Cor dels Andes, o The Heart of the Andes en el títol original en anglès, és segurament l'obra més famosa de Frederic Edwin Church. Està datada l'any 1859, i en el seu moment va confirmar la reputació de F.E.Church com al millor pintor estatunidenc de la seva època. F.E.Church fou deixeble de Thomas Cole, considerat l'iniciador de l'anomenada Escola del Riu Hudson.

## Introducció
Abans de Frederic Edwin Chuch, la temàtica dels pintors de paisatge nord-americans s'havia limitat gairebé sempre als llocs nadius, amb algunes representacions d'escenes europees o de la conca mediterrània. F.E.Church va iniciar l'expansió del repertori paisatgístic, incloint no només paisatges d'Amèrica del Sud, sinó també del Carib i de l'Àrtida..

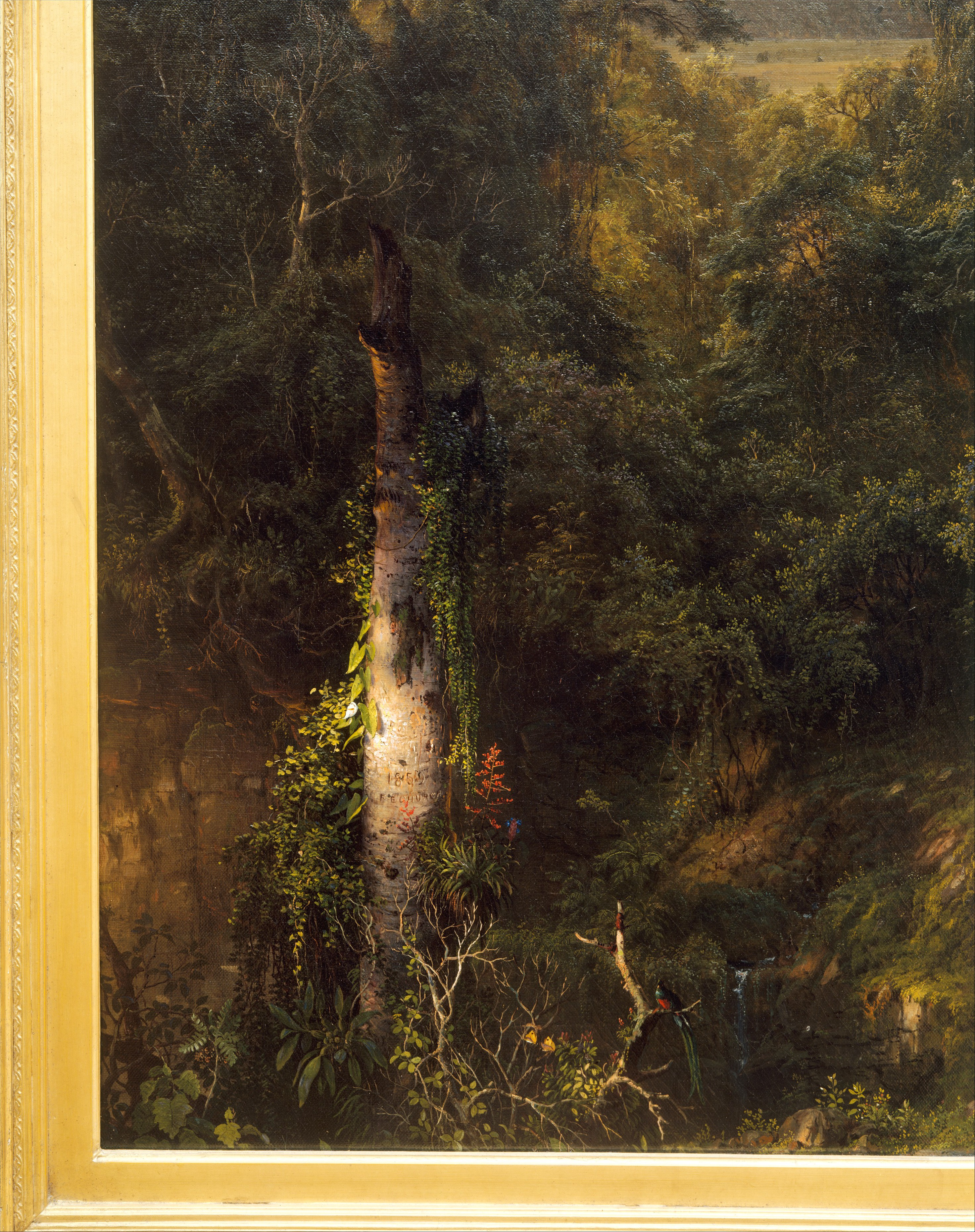
Detall de la part inferior esquerra del llenç, amb la data, i amb la signatura de l'artista.

Ja des de la seva joventut, F.E.Church va mostrar una mentalitat molt oberta, llegint llibres de ciència, religió, viatges, art, poesia i ficció . Modern Painters-1843-60- (Els pintors moderns) i Kosmos – Entwurf einer physischen Weltbeschreibung (Cosmos: assaig d'una descripcció física del Món) d'Alexander von Humboldt, van ser les principals lectures que van alimentar tant el desig el de reviure el trajecte de Humboldt, com de representar pictòricament la regió andina.

## Viatges a Sud-amèrica
El primer viatge de F.E.Church a Amèrica Llatina fou des d'abril a l'octubre de 1853, amb Cyrus West Field (1819-92), per Colòmbia i l'Equador. En aquest viatge Church va esbossar els temes que formarien las seva obra de temàtica andina. Va realitzar esbossos d'entre el Riu Magdalena, les cascades Tequendama i els volcans Cotopaxi i Chimborazo. Després del seu retorn, Church va treballar durant més d'un any, realitzant una sèrie de llenços acabats.
El 1857, mogut tant per interessos intel·lectuals com artístics, Church va realitzar una segona visita de nou setmanes a Amèrica del Sud, acompanyat per un altre pintor associat a l'Escola del Riu Hudson: Louis Rémy Mignot. Aquesta vegada es va concentrar en l'Equador, i bàsicament en tres de les seves muntanyes més notables: Cotopaxi, Chimborazo i Sangay. Church va realitzar esbossos a l'oli, a llapis, guaix i aquarel·la.

## Anàlisi de l'obra
- Pintura a l'oli sobre llenç; 168 x 302,9 cm.; Metropolitan Museum of Art, Nova York.
- Datat i signat, a la part inferior esquerra del llenç, a l'escorça del tronc de l'arbre trencat: "1859 | F.E.Church".

Al seu estudi, i basant-se tant en els esbossos realitzats com en la seva memòria, Church va dur a terme un estudi preliminar a l'oli, mesurant 25,4 x 45,72 cm., que conté tots els principals elements de The Heart of the Andes - un primer pla del riu, flanquejat per la flora i la fauna de la selva, una cascada i, darrere, una sèrie d'altiplans. Al fons a la dreta hi ha cresta de muntanyes, i al darrer terme a l'esquerra, la massa del Chimborazo. Degut a la seva mida, aquest esbós no té la força, l'atmosfera, ni els detalls naturals del primer pla, que hi ha al llenç definitiu.
El llenç definitiu representa un indret imaginari, en una vall elevada als Andes. L'hora: una hora o dues abans de la posta del Sol. A més dels elements de l'esbós esmentat hi ha, o bé pintats o bé representats amb més detall, el pla, la serralada, els núvols i les seves ombres, l'atmosfera, el llogaret, el bosc central, la conca de la cascada, la clariana en primer pla a la dreta, i, en primer pla a l'esquerra, el camí que porta vers la Creu.

## Recepció de l'obra
La pintura definitiva es va presentar per primera vegada en un moment en què l'exposició d'una sola obra era un fet poc freqüent. Tanmateix, va atraure un gran nombre d'espectadors, fet insòlit a aquella època. La pintura es va donar a conèixer públicament a Nova York, al Lyrique Hall, 756 Broadway, el 27 d'abril de 1859. Posteriorment es va traslladar a la galeria del Tenth Street Studio Building, essent il·luminada per llums de gas, amagats darrere de reflectors platejats, en una cambra enfosquida. L'obra va causar sensació, i de dotze a tretze mil persones van pagar vint-i-cinc cèntims de dòlar cada mes per admirar aquesta obra. El llenç també es va mostrar a Londres, on també va causar gran admiració.
Per si mateixa, aquesta pintura és una mostra de la capacitat de muntar un espectacle de Church. La manera tan dramàtica i eficaç com es va exhibir, va demostrar que com a productor tenia poca competència. El llenç va ser muntat dins un ampli marc neorenaixentista de fusta de noguer, semblant a una finestra, i Church va recomanar als visitants que utilitzessin binocles de teatre per tal d'apreciar els nombrosos detalls botànics i els elements geogràfics representats.

## Procedència
- William T. Blodgett, New York, 1859–76;
- Venda, Chickering Hall, New York, 27 d'abril 1876, no. 92 [comprat abans de la subhasta per David Dows];
- David Dows, New York, 1876. Mort l'any 1890;
- La seva vídua, Mrs. David (Margaret E.) Dows, New York, 1890. Va morir l'any 1909.[6]